# Isola della Certosa
L'isola della Certosa o, più semplicemente, La Certosa si trova a nord-est di Venezia, a meno di 250 metri da San Pietro di Castello e poco più di 500 metri dal Lido di Venezia. Un canale largo circa venti metri la separa dalle Vignole. La sua superficie è di circa 22 ettari. La zona sud è delimitata da mura perimetrali che la separano dalla zona nord di recente imbonimento. Fino al 1997 la porzione esterna alle mura, caratterizzata da un'ampia radura sabbiosa, è stata usata come poligono di tiro occasionale dal Reggimento Lagunari "Serenissima". Nel 2022 l'isola ha ospitato la prima partecipazione nazionale della Namibia alla 59esima Biennale di Venezia, con la mostra intitolata A Bridge to the Desert / Un ponte per il deserto e incentrata sulle opere dell'artista Renn. Il Padiglione Namibia è stato «il più esteso della 59ª edizione» e uno dei più estesi della storia della Biennale.

## Ambiente
Quest'isola offre un notevole patrimonio ambientale, specie per quanto riguarda la vegetazione. Si caratterizza per la presenza di boschetti di pioppi bianchi, neri e frassini, alternanati a specie arboree ed arbustive non originarie (robinia, bagolaro e gelso, piante da frutto, ligustro giapponese, evonimo giapponese). Nella zona ad est dell'area murata convive un bosco luminoso di frassini con una vasta radura a canneto litoraneo.

## Storia
La bocca di porto nord-orientale di Venezia divenne fin dallo sviluppo della città la via preferenziale per l'ingresso in laguna.
Non fu un caso che l'isola della Certosa divenne sede di una comunità di agostiniani fin dal dicembre del 1199, ovvero dal momento in cui il vescovo di Castello concesse a padre Domenico Franco, sacerdote della chiesa di Santa Sofia di Venezia, due tumbe di terra versus porticellos in littore minori, di proprietà dello stesso vescovato.
Lo stesso prete aveva già fondato alcuni decenni prima un altro monastero presso Ammiana e memore del successo avuto cercò di fondarne un secondo.
Dopo soli due secoli in seguito all'abbandono da parte di questa prima comunità l'isola venne ceduta alla comunità dei certosini, il 15 giugno del 1424 papa Martino V si rivolgeva all'abate di San Giorgio Maggiore affinché trasferisse i pochi canonici agostiniani rimasti nell'isola in altri monasteri della laguna.
Don Mariano da Volterra, il primo priore della nuova certosa di Venezia, avviò immediatamente alcuni lavori di recupero del monastero descritto in una bolla papale del 1430 come structure et edificia que sumptuosis olim ac politis ministeriis et opere consolidata fuere collapsui et ruinae subiacent.
Nello stesso anno si avvia la costruzione delle celle dei monaci attorno al grande chiostro e tra il 1490 sino al 1505 si restaura l'edificio sacro.
Per quanto concerne la geografia è doveroso sottolineare come l'aspetto dell'isola era alquanto diverso rispetto all'iconografia cinquecentesca, grazie al catastico del 1502 siamo a conoscenza che la superficie descritta nei documenti seguenti come “prato” fu bonificato solo dopo il 1485 e tale dato viene anche confermato da un processo datato al 1560.
Una rarissima immagine di questa situazione ci proviene da una mappa presente presso l'archivio di Stato di Venezia, nella stessa mappa è presente un edificio “casa brusada” identificabile come l'edificio precedente alla casa dell'ortolano che in un documento del 1564 viene segnalata come costruita nuovamente domus et habitationis noviter fabricatae per reverendos patres.
Solo dopo la bonifica e il consolidamento dell'isola si avviarono i lavori di costruzione delle rive; in particolare nel 1581 era stata costruita tutta la riva che chiudeva il prato.
L'attività principale oltre al monastero era rappresentata dalla presenza di alcuni agricoltori che lavoravano i campi dell'isola; l'economia prevalentemente era quella dell'orto e delle vigne e una parte a pascolo.
Nel 1576 l'isola viene coinvolta dalla peste e subisce numerosi danni alle strutture presenti e alle vigne presenti.
Nel 1632 si avviarono i lavori per la costruzione del casello delle polveri.
Le strutture presenti nell'isola necessitavano di un continuo lavoro di manutenzione e sul finire del settecento vengono effettuati interventi alle celle, alla chiesa e al campanile.
Nel 1721 viene effettuata nuovamente la consacrazione della chiesa restaurata.
Nel dicembre del 1807 in seguito all'occupazione dei territori da parte dei francesi i monaci della Certosa di Venezia furono trasferiti presso la certosa del Montello.
Alcuni anni prima si era ventilata l'idea di costruire il cimitero principale presso l'isola della Certosa ma l'ipotesi fu abbandonata per l'isola di San Michele presso Murano.
Nel 1812 l'isola occupata dai militari vide la costruzione di nuovi depositi di polvere a sostituire quelli vetusti Seicenteschi.
All'inizio del XIX secolo, in seguito agli editti di Napoleone, l'isola cessò forzatamente l'uso conventuale, fu spogliata delle sue opere d'arte e venne convertita ad uso militare. L'unico edificio storico rimasto è il seicentesco casello delle polveri, posto all'estremità sud dell'isola in direzione di Sant'Elena. La definitiva chiusura dell'opificio pirotecnico nel 1958, e nel 1968 delle residenze militari, causò un penoso stato di degrado.
Nel 1997 sono iniziati gli interventi di risanamento, recupero morfologico ed ambientale, riuso e rivitalizzazione economica ad opera del Magistrato alle Acque-Consorzio Venezia Nuova e del Comune di Venezia; i lavori sono stati finanziati dalla U.E., dalla Legge Speciale per Venezia e dal bilancio ordinario del Comune di Venezia.
Dal 1985 ad oggi il Comitato Certosa e Sant'Andrea - diretto dagli ambientalisti veneziani Cesare Scarpa e Flavio Cogo - si è mobilitato per salvaguardare l'Isola dal degrado e recuperarla come Parco Urbano, organizzando per 15 anni il “Certosa Day” e coinvolgendo migliaia di cittadini. Dal dicembre del 2000 il Comitato dirige il servizio di vigilanza ambientale dell'Isola della Certosa in collaborazione con la cooperativa sociale penitenziaria "Il Cerchio - Onlus". Dal 2003 è stato attivato, con il finanziamento della provincia di Venezia, il Laboratorio territoriale di educazione ambientale.
Dal novembre del 2004 prima i capannoni e poi tutte le infrastrutture restaurate sono state assegnate a Vento di Venezia, una società di giovani imprenditori e velisti, che in tempi rapidi sta completando l'attivazione di un marina resort non solo sostenibile dal punto di vista ambientale ma che si propone di essere uno dei più dinamici elementi del suo sviluppo.
Il recupero e il riutilizzo del vicino Forte di Sant'Andrea, opera cinquecentesca dell'architetto veronese Michele Sanmicheli, sono da tempo oggetto di altra intensa azione del Comitato e di altre associazioni lagunari.
Il 9 ottobre 2015 con un decreto interdirettoriale è stato disposto il passaggio del comprensorio dalla categoria dei beni del Demanio pubblico militare a quella dei beni patrimoniali dello Stato.